# カス湖 (ミネソタ州)

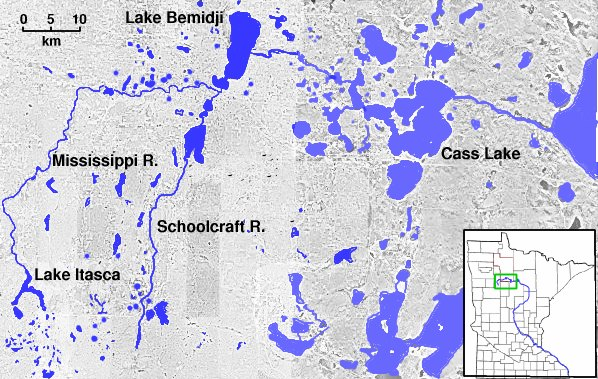
ミシシッピ川上流部

カス湖 (Cass Lake) はアメリカ合衆国のミネソタ州カス郡とベルトラミー郡にまたがってある湖。長さ約16km、幅約7kmで、面積は64.58km2で、最大水深は37m。ミネソタ州で11番目、全域が州内にある湖では8番目のサイズ。湖に隣接してカスレイクの街がある。
ミシシッピ川が西から流入し、東から流出している。他に北から流入するタートル川がある。湖内には5つの島がある。そのうちの一つ、スター島には湖の中の島の湖であるウィンディゴ湖（Lake Windigo、面積0.81km2）がある。
南に隣接するパイク湾（Pike Bay、面積19.3km2）とは長さ0.80kmの狭い水路で繋がっている。かつてはカス湖とパイク湾は幅0.97kmの浅い水路で繋がっていたが、1898年にそこを横切る鉄道の建設が始まり、続いてハイウェイやパイプラインも建設されたとこから流れが低下して堆積物がたまり、現在では湾という名前は残っているものの別の湖とみなされている。
1820年7月にルイス・カス率いる探検隊が湖を訪れている。彼らは低水位のためそれより上流へと進めず、ここより下流は凍結しない季節は航行可能であることから、カス湖をミシシッピ川の水源であるとした。ミシシッピ川の水源はその後の1832年6月にヘンリー・スクールクラフトによりイタスカ湖とされた。レッドシーダー湖(Red Cedar Lake、フランス語ではLac du Cedre Rouge)として知られていた湖は、1820年のカスの探検の後レッドシーダー湖（現在のシーダー湖）との区別のためカス湖とかえられた。